# Вікторія Апанасенко
Вікторія Апанасенко (нар. 18 червня 1994 року, м. Чернігів, Україна) — українська модель, переможниця конкурсу «Міс Україна Всесвіт 2022». Переможниця конкурсу національних костюмів та володарка спеціальної нагороди «Дух карнавалу» на конкурсі «Міс Всесвіт 2022», на якому представляла Україну.

## Біографія
Вікторія Апанасенко народилася і виросла у м. Чернігів. Закінчила психологічний факультет Київського національного університету імені Тараса Шевченка за спеціальністю «Соціальна робота», а також навчалася в Національному університеті «Чернігівська політехніка». У 2016 році знялась у документальному фільмі «Закон Магнітського. За лаштунками», а 2019 року знялася в комедійному серіалі «Королі палат». 
23 березня 2023 року вийшла заміж за Олександра Борнякова. 
16 серпня 2024 року народила доньку на імʼя Емілія..

## Конкурси краси
Апанасенко розпочала свою конкурсну кар'єру в 2014 році, брала участь у конкурсі «Міс Чернігів-2014» і виграла конкурс. 22 вересня 2015 року Апанасенко відома як фіналістка «Міс Україна 2015» та володарка титулу «Принцеса Україна 2016». Організація «Міс Всесвіт Україна» через поточну воєнну ситуацію в Україні передала титул «Міс Україна Всесвіт 2021» Апанасенко як першій віцеміс, й вона стала офіційною представницею України на конкурсі Міс Всесвіт 2022. У фіналі Міс Всесвіт 2022 в Новому Орлеані Вікторія Апанасенко здобула перемогу у конкурсі національних костюмів та отримала спеціальну нагороду "Дух карнавалу".
| Конкурс                  | Примітка                            | Місцезнаходження            |
| ------------------------ | ----------------------------------- | --------------------------- |
| Міс Чернігів 2014        | Переможець                          | Чернігів                    |
| Міс Україна 2015         | Не розмістили                       | Київ                        |
| Принцеса України 2016    | Переможець                          | Київ                        |
| Міс Україна Всесвіт 2021 | 1-ша віце-міс                       | Феєрмонт Гранд Готель, Київ |
| Міс Україна Всесвіт 2022 | Переможець                          | Феєрмонт Гранд Готель, Київ |
| Міс Всесвіт 2022         | Спеціальна нагорода «Дух карнавалу» | -                           |